# Керестешши, Йожеф
Йожеф Керестешши (венг. Keresztessy József; 19 сентября 1885, Будапешт — 29 декабря 1962, Торонто) — венгерский гимнаст, серебряный призёр летних Олимпийских игр 1912 года. После карьеры спортсмена занялся тренерской деятельностью, был наставником Агнеш Келети. В 1956 году после революции эмигрировал в Канаду.